# 上山口駅
上山口駅（かみやまぐちえき）は、山口県山口市道祖町にある、西日本旅客鉄道（JR西日本）山口線の駅。

## 歴史
- 1953年（昭和28年）
  - 3月15日：国鉄山口線山口駅 - 宮野駅間に日赤前仮乗降場として新設[1][2]。
  - 4月10日：上山口駅に昇格[1]。旅客のみ取扱[2]。
- 1960年（昭和35年）4月1日：無人駅化[3]。
- 1987年（昭和62年）4月1日：国鉄分割民営化に伴い、JR西日本の駅となる[4]。

## 駅構造
益田方面に向かって左側に単式ホーム1面1線を有する地上駅（停留所）。
新山口駅管理の無人駅。駅舎は無く、直接ホームに入る形となっている。待合所には自動券売機が設置されている。

## 利用状況
近年の1日平均乗車人員の推移は以下の通り。
| 乗車人員推移 | 乗車人員推移 |
| 年度         | 1日平均人数  |
| ------------ | ------------ |
| 1999         | 193          |
| 2000         |              |
| 2001         | 183          |
| 2002         | 191          |
| 2003         | 179          |
| 2004         | 162          |
| 2005         | 134          |
| 2006         | 131          |
| 2007         | 160          |
| 2008         | 152          |
| 2009         | 128          |
| 2010         | 115          |
| 2011         | 116          |
| 2012         | 101          |
| 2013         | 95           |
| 2014         | 105          |
| 2015         | 108          |
| 2016         | 121          |
| 2017         | 130          |
| 2018         | 136          |
| 2019         | 131          |
| 2020         | 105          |
| 2021         | 102          |
| 2022         | 103          |

## 駅周辺

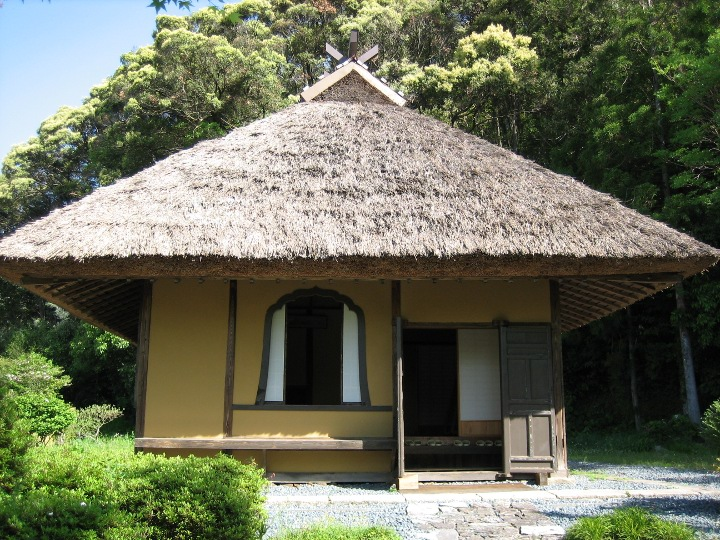
雲谷庵

- 竪小路
- 山口赤十字病院
- 山口県赤十字血液センター
- 山口身体障害者福祉センター
- 山口市立大殿小学校
- 山口市立大殿中学校
- 野田学園中学校・高等学校
- 豊栄神社・野田神社
- 今八幡宮
- 古熊神社
- 仁壁神社
- 雪舟亭（画室雲谷庵）
- 聖サビエル記念公園（大道寺跡）
- 陸上自衛隊山口駐屯地

## 隣の駅
西日本旅客鉄道（JR西日本）
■山口線
山口駅 - 上山口駅 - 宮野駅